# خط سوم
خط سوّم نوعی طرز تفکر در عرفان ایرانی است که راه‌های نارفته و عوالم کشف نشده را پیشنهاد می‌کند.
خط سوم، برگرفته از سخنی معروف از شمس تبریزی است به این صورت «گفتند: ما را تفسیر قرآن بساز. گفتم: تفسیر ما چنان است که می‌دانید. نی از محمد! و نی از خدا! این «من» نیز منکر می‌شود مرا. می‌گویمش: چون منکری، رها کن، برو. ما را چه صداع (دردسر) می‌دهی؟ می‌گوید: نی. نروم! سخن من فهم نمی‌کند. چنان که آن خطاط سه گونه خط نوشتی: یکی او خواندی، لا غیر ... یکی را هم او خواندی هم غیر او ... یکی نه او خواندی نه غیر او. آن خط سوم منم که سخن گویم. نه من دانم، نه غیر من.»مقالات شمس تبریزی
کتاب معروفی با عنوان خط سوم نوشته دکتر ناصرالدین صاحب الزمانی در این رابطه انتشار یافته است.
همچنین، در آلبوم "سفر به دیگر سو" اثر گروه دستان و به خوانندگی شهرام ناظری نیز از مفهوم "خط سوم" به عنوان منبع الهام موسیقی یاد شده است.